# 예전부터 계속 좋아했어: 고백실행위원회
《예전부터 계속 좋아했어: 고백실행위원회》(일본어: ずっと前から好きでした. ~告白実行委員会~)는 2016년 공개된 일본의 애니메이션 멜로 로맨스 영화이다.

## 성우진
- 카미야 히로시 - 세토구치 유우 역
- 토마츠 하루카 - 에노모토 나츠키 역
- 아스미 카나 - 아야시카 아카리 역
- 스즈무라 켄이치 - 세리자와 하루키 역
- 카지 유우키 - 모치즈키 소우타 역
- 토요사키 아키 - 아이다 미오 역
- 요나가 츠바사 - 아야세 코유키 역
- 하나에 나츠키 - 에노모토 코타로 역
- 아사쿠라 모모 - 세토구치 히나 역
- 미도리카와 히카루 - 아케치 사쿠 역
- 아마미야 소라 - 나루미 세나 역
- Gero - 하마나카 미도리 역